# Ana Bela Baltazar
Ana Bela Baltazar (Moçambique, 1972) é uma psicóloga portuguesa.

## Biografia
Licenciou-se em Psicologia Clínica pelo Instituto de Psicologia e Ciências da Educação da Universidade Lusíada do Porto e obteve o Mestrado em Psicologia Clínica e da Saúde pelo Instituto Superior da Maia. Frequenta o Mestrado de Tradução e Interpretação em Língua Gestual Portuguesa na Escola Superior de Educação do Porto.
Como docente, lecionou a "Teoria e Prática da Tradução e da Interpretação da Língua Gestual Portuguesa" na Escola Superior de Educação do Porto, tendo orientado estágios dos cursos de Tradução e Interpretação de Língua Gestual Portuguesa, tanto nessa instituição como na Escola Superior de Educação de Coimbra.
Desde 1994, exerce as funções de intérprete de Língua Gestual Portuguesa em conferências, palestras e workshops e tem participado como oradora e formadora em inúmeros seminários subordinados ao tema.
Em Angola, integrou uma comissão para a divulgação e promoção da Língua Gestual como formadora e intérprete, no âmbito de um programa de cooperação com Portugal.
É intérprete oficial da Rádio Televisão Portuguesa - melhor conhecida pela sua atuação no programa Praça da Alegria - e da Associação de Surdos do Porto, onde lecciona o Curso de Formação Contínua de Intérpretes de Língua Gestual; é presidente do Centro de Tradutores e Intérpretes de Língua Gestual e é sócia-gerente da CTILG, empresa de tradução.

## Obra
É autora do dicionário de Língua Gestual Portuguesa, publicado pela Porto Editora. Com 1168 páginas, inclui 5200 entradas de palavras e 15 mil imagens.